# Bob-Weltcup 1999/2000
Der Bob-Weltcup 1999/2000 begann für die Frauen am 27. November 1999 im kanadischen Calgary und für die Männer am 26. November 1999 im norwegischen Lillehammer. Die Frauen beendeten die Weltcupsaison nach fünf Wettbewerben auf drei verschiedenen Bahnen am 12. Februar 2000 in Igls. Die Männer trugen bis zum 30. Januar 2000 insgesamt sieben Weltcuprennen aus. Erstmals seit Bestehen des Weltcups fanden bei den Männern keine Wettbewerbe in Übersee statt, lediglich die Frauen absolvierten zwei Weltcup-Starts im kanadischen Calgary.
Der Höhepunkt der Saison waren die erstmals ausgetragenen Frauen-Weltmeisterschaften in Winterberg und die Männer-WM in Altenberg.

## Einzelergebnisse der Weltcupsaison 1999/2000

### Weltcupkalender der Frauenwettbewerbe
| #  | Datum             | Land        | Ort            | Wettkampfstätte                         | Anmerkung |
| -- | ----------------- | ----------- | -------------- | --------------------------------------- | --------- |
| 1  | 27. November 1999 | Kanada      | Calgary        | Calgary’s WinSport Bobsleigh/Luge Track |           |
| 2  | 28. November 1999 | Kanada      | Calgary        | Calgary’s WinSport Bobsleigh/Luge Track |           |
| 3  | 29. Januar 2000   | Norwegen    | Lillehammer    | Lillehammer Olympiske Bob- og Akebane   |           |
| 4  | 30. Januar 2000   | Norwegen    | Lillehammer    | Lillehammer Olympiske Bob- og Akebane   |           |
| WM | 5. Februar 2000   | Deutschland | Winterberg     | Veltins-Eisarena                        |           |
| 5  | 12. Februar 2000  | Österreich  | Innsbruck-Igls | Olympia Eiskanal Innsbruck-Igls         |           |

### Weltcupergebnisse der Frauenwettbewerbe
| 1. Weltcup in Calgary, 27. November 1999 | 1. Weltcup in Calgary, 27. November 1999 | 1. Weltcup in Calgary, 27. November 1999 | 1. Weltcup in Calgary, 27. November 1999 | 1. Weltcup in Calgary, 27. November 1999 |
| ---------------------------------------- | ---------------------------------------- | ---------------------------------------- | ---------------------------------------- | ---------------------------------------- |
| Disziplin                                | Erster Platz                             | Zweiter Platz                            | Dritter Platz                            |                                          |
| Zweierbob                                | Jill Bakken Krista Ford                  | Jean Racine Shauna Rohbock               | Françoise Burdet Doris Marugg            |                                          |

| 2. Weltcup in Calgary, 28. November 1999 | 2. Weltcup in Calgary, 28. November 1999 | 2. Weltcup in Calgary, 28. November 1999 | 2. Weltcup in Calgary, 28. November 1999 | 2. Weltcup in Calgary, 28. November 1999 |
| ---------------------------------------- | ---------------------------------------- | ---------------------------------------- | ---------------------------------------- | ---------------------------------------- |
| Disziplin                                | Erster Platz                             | Zweiter Platz                            | Dritter Platz                            |                                          |
| Zweierbob                                | Jean Racine Shauna Rohbock               | Jill Bakken Krista Ford                  | Françoise Burdet Doris Marugg            |                                          |

| 3. Weltcup in Lillehammer, 29. Januar 2000 | 3. Weltcup in Lillehammer, 29. Januar 2000 | 3. Weltcup in Lillehammer, 29. Januar 2000 | 3. Weltcup in Lillehammer, 29. Januar 2000 | 3. Weltcup in Lillehammer, 29. Januar 2000 |
| ------------------------------------------ | ------------------------------------------ | ------------------------------------------ | ------------------------------------------ | ------------------------------------------ |
| Disziplin                                  | Erster Platz                               | Zweiter Platz                              | Dritter Platz                              |                                            |
| Zweierbob                                  | Jean Racine Jennifer Davidson              | Jill Bakken Shauna Rohbock                 | Françoise Burdet Doris Marugg              |                                            |

| 4. Weltcup in Lillehammer, 30. Januar 2000 | 4. Weltcup in Lillehammer, 30. Januar 2000 | 4. Weltcup in Lillehammer, 30. Januar 2000 | 4. Weltcup in Lillehammer, 30. Januar 2000 | 4. Weltcup in Lillehammer, 30. Januar 2000 |
| ------------------------------------------ | ------------------------------------------ | ------------------------------------------ | ------------------------------------------ | ------------------------------------------ |
| Disziplin                                  | Erster Platz                               | Zweiter Platz                              | Dritter Platz                              |                                            |
| Zweierbob                                  | Jill Bakken Shauna Rohbock                 | Françoise Burdet Doris Marugg              | Jean Racine Jennifer Davidson              |                                            |

| Weltmeisterschaften in Winterberg, 5. Februar 2000 | Weltmeisterschaften in Winterberg, 5. Februar 2000 | Weltmeisterschaften in Winterberg, 5. Februar 2000 | Weltmeisterschaften in Winterberg, 5. Februar 2000 | Weltmeisterschaften in Winterberg, 5. Februar 2000 |
| -------------------------------------------------- | -------------------------------------------------- | -------------------------------------------------- | -------------------------------------------------- | -------------------------------------------------- |
| Disziplin                                          | Erster Platz                                       | Zweiter Platz                                      | Dritter Platz                                      |                                                    |
| Zweierbob                                          | Gabriele Kohlisch Kathleen Hering                  | Jean Racine Jennifer Davidson                      | Françoise Burdet Katharina Sutter                  |                                                    |

| 5. Weltcup in Igls, 12. Februar 2000 | 5. Weltcup in Igls, 12. Februar 2000 | 5. Weltcup in Igls, 12. Februar 2000 | 5. Weltcup in Igls, 12. Februar 2000 | 5. Weltcup in Igls, 12. Februar 2000 |
| ------------------------------------ | ------------------------------------ | ------------------------------------ | ------------------------------------ | ------------------------------------ |
| Disziplin                            | Erster Platz                         | Zweiter Platz                        | Dritter Platz                        |                                      |
| Zweierbob                            | Jean Racine Jennifer Davidson        | Françoise Burdet Doris Marugg        | Christina Smith Cherie Whelan        |                                      |

### Weltcupkalender der Männerwettbewerbe
| #  | Datum                            | Land        | Ort               | Wettkampfstätte                       | Anmerkung            |
| -- | -------------------------------- | ----------- | ----------------- | ------------------------------------- | -------------------- |
| 1  | 26. November – 27. November 1999 | Norwegen    | Lillehammer       | Lillehammer Olympiske Bob- og Akebane |                      |
| 2  | 4. Dezember – 5. Dezember 1999   | Deutschland | Winterberg        | Veltins-Eisarena                      |                      |
| 3  | 11. Dezember – 12. Dezember 1999 | Österreich  | Innsbruck-Igls    | Olympia Eiskanal Innsbruck-Igls       |                      |
| 4  | 18. Dezember – 19. Dezember 2000 | Deutschland | Königssee         | Kunsteisbahn Königssee                |                      |
| 5  | 15. Januar – 16. Januar 2000     | Italien     | Cortina d’Ampezzo | Pista olimpica Eugenio Monti          | gleichzeitig EM 2000 |
| 6  | 21. Januar – 22. Januar 2000     | Frankreich  | La Plagne         | Piste de La Plagne                    |                      |
| 7  | 29. Januar – 30. Januar 2000     | Schweiz     | St. Moritz        | Olympia Bob Run St. Moritz–Celerina   |                      |
| WM | 5. Februar – 13. Februar 2000    | Deutschland | Altenberg         | Rennschlitten- und Bobbahn Altenberg  |                      |

### Weltcupergebnisse der Männerwettbewerbe
| 1. Weltcup in Lillehammer, 26. November 1999– 27. November 1999 | 1. Weltcup in Lillehammer, 26. November 1999– 27. November 1999    | 1. Weltcup in Lillehammer, 26. November 1999– 27. November 1999   | 1. Weltcup in Lillehammer, 26. November 1999– 27. November 1999 | 1. Weltcup in Lillehammer, 26. November 1999– 27. November 1999 |
| --------------------------------------------------------------- | ------------------------------------------------------------------ | ----------------------------------------------------------------- | --------------------------------------------------------------- | --------------------------------------------------------------- |
| Disziplin                                                       | Erster Platz                                                       | Zweiter Platz                                                     | Dritter Platz                                                   |                                                                 |
| Zweierbob                                                       | Christian Reich Urs Aeberhard                                      | Christoph Langen Thomas Platzer                                   | Pierre Lueders Ken Leblanc                                      |                                                                 |
| Viererbob                                                       | DeutschlandHarald Czudaj Torsten Voss Udo Lehmann Alexander Szelig | DeutschlandChristoph Langen Thomas Platzer Sven Rühr Jörg Treffer | KanadaPierre Lueders Ken Leblanc Matt Hindle Ben Hindle         |                                                                 |

| 2. Weltcup in Winterberg, 4. Dezember 1999 – 5. Dezember 1999 | 2. Weltcup in Winterberg, 4. Dezember 1999 – 5. Dezember 1999          | 2. Weltcup in Winterberg, 4. Dezember 1999 – 5. Dezember 1999       | 2. Weltcup in Winterberg, 4. Dezember 1999 – 5. Dezember 1999 | 2. Weltcup in Winterberg, 4. Dezember 1999 – 5. Dezember 1999 |
| ------------------------------------------------------------- | ---------------------------------------------------------------------- | ------------------------------------------------------------------- | ------------------------------------------------------------- | ------------------------------------------------------------- |
| Disziplin                                                     | Erster Platz                                                           | Zweiter Platz                                                       | Dritter Platz                                                 |                                                               |
| Zweierbob                                                     | Reto Götschi Christian Aebli                                           | Christian Reich Urs Aeberhard                                       | Marcel Rohner Beat Hefti Pierre Lueders Ken Leblanc           |                                                               |
| Viererbob                                                     | DeutschlandChristoph Langen Markus Zimmermann Thomas Platzer Sven Rühr | SchweizMarcel Rohner Markus Nüssli Beat Hefti Silvio Schaufelberger | KanadaPierre Lueders Ken Leblanc Matt Hindle Ben Hindle       |                                                               |

| 3. Weltcup in Igls, 11. Dezember 1999 – 12. Dezember 1999 | 3. Weltcup in Igls, 11. Dezember 1999 – 12. Dezember 1999           | 3. Weltcup in Igls, 11. Dezember 1999 – 12. Dezember 1999                 | 3. Weltcup in Igls, 11. Dezember 1999 – 12. Dezember 1999         | 3. Weltcup in Igls, 11. Dezember 1999 – 12. Dezember 1999 |
| --------------------------------------------------------- | ------------------------------------------------------------------- | ------------------------------------------------------------------------- | ----------------------------------------------------------------- | --------------------------------------------------------- |
| Disziplin                                                 | Erster Platz                                                        | Zweiter Platz                                                             | Dritter Platz                                                     |                                                           |
| Zweierbob                                                 | Pierre Lueders Ken Leblanc                                          | Christoph Langen Thomas Platzer                                           | Marcel Rohner Beat Hefti                                          |                                                           |
| Viererbob                                                 | SchweizMarcel Rohner Markus Nüssli Beat Hefti Silvio Schaufelberger | Vereinigte StaatenBrian Shimer Pavle Jovanovic Jason Dorsey Garrett Hines | DeutschlandChristoph Langen Thomas Platzer Sven Rühr Jörg Treffer |                                                           |

| 4. Weltcup in Königssee, 18. Dezember 1999 – 19. Dezember 1999 | 4. Weltcup in Königssee, 18. Dezember 1999 – 19. Dezember 1999      | 4. Weltcup in Königssee, 18. Dezember 1999 – 19. Dezember 1999            | 4. Weltcup in Königssee, 18. Dezember 1999 – 19. Dezember 1999       | 4. Weltcup in Königssee, 18. Dezember 1999 – 19. Dezember 1999 |
| -------------------------------------------------------------- | ------------------------------------------------------------------- | ------------------------------------------------------------------------- | -------------------------------------------------------------------- | -------------------------------------------------------------- |
| Disziplin                                                      | Erster Platz                                                        | Zweiter Platz                                                             | Dritter Platz                                                        |                                                                |
| Zweierbob                                                      | Christian Reich Urs Aeberhard                                       | Reto Götschi Christian Aebli                                              | Matthias Benesch Olaf Hampel                                         |                                                                |
| Viererbob                                                      | SchweizMarcel Rohner Markus Nüssli Beat Hefti Silvio Schaufelberger | DeutschlandChristoph Langen Markus Zimmermann Thomas Platzer Jörg Treffer | DeutschlandMatthias Benesch Thomas Halamoda Jan Gutsfeld Olaf Hampel |                                                                |

| 5. Weltcup und Europameisterschaften in Cortina d’Ampezzo, 15. Januar 2000 – 16. Januar 2000 | 5. Weltcup und Europameisterschaften in Cortina d’Ampezzo, 15. Januar 2000 – 16. Januar 2000 | 5. Weltcup und Europameisterschaften in Cortina d’Ampezzo, 15. Januar 2000 – 16. Januar 2000 | 5. Weltcup und Europameisterschaften in Cortina d’Ampezzo, 15. Januar 2000 – 16. Januar 2000 | 5. Weltcup und Europameisterschaften in Cortina d’Ampezzo, 15. Januar 2000 – 16. Januar 2000 |
| -------------------------------------------------------------------------------------------- | -------------------------------------------------------------------------------------------- | -------------------------------------------------------------------------------------------- | -------------------------------------------------------------------------------------------- | -------------------------------------------------------------------------------------------- |
| Disziplin                                                                                    | Erster Platz                                                                                 | Zweiter Platz                                                                                | Dritter Platz                                                                                |                                                                                              |
| Zweierbob                                                                                    | André Lange René Hoppe                                                                       | Günther Huber Ubaldo Ranzi                                                                   | Christoph Langen Markus Zimmermann                                                           |                                                                                              |
| Viererbob                                                                                    | FrankreichBruno Mingeon Emmanuel Hostache Christophe Fouquet Max Robert                      | LettlandSandis Prūsis Mārcis Rullis Matīss Zacmanis Jānis Ozols                              | DeutschlandChristoph Langen Sven Rühr Thomas Platzer Jörg Treffer                            |                                                                                              |

| 6. Weltcup in La Plagne, 21. Januar 2000 – 22. Januar 2000 | 6. Weltcup in La Plagne, 21. Januar 2000 – 22. Januar 2000              | 6. Weltcup in La Plagne, 21. Januar 2000 – 22. Januar 2000      | 6. Weltcup in La Plagne, 21. Januar 2000 – 22. Januar 2000          | 6. Weltcup in La Plagne, 21. Januar 2000 – 22. Januar 2000 |
| ---------------------------------------------------------- | ----------------------------------------------------------------------- | --------------------------------------------------------------- | ------------------------------------------------------------------- | ---------------------------------------------------------- |
| Disziplin                                                  | Erster Platz                                                            | Zweiter Platz                                                   | Dritter Platz                                                       |                                                            |
| Zweierbob                                                  | Christian Reich Guido Acklin                                            | Marcel Rohner Beat Hefti                                        | Reto Götschi Christian Aebli                                        |                                                            |
| Viererbob                                                  | FrankreichBruno Mingeon Emmanuel Hostache Christophe Fouquet Max Robert | LettlandSandis Prūsis Mārcis Rullis Matīss Zacmanis Jānis Ozols | FrankreichBruno Thomas Michel André Philippe Paviot Thibault Giroud |                                                            |

| 7. Weltcup in St. Moritz, 29. Januar 2000 – 30. Januar 2000 | 7. Weltcup in St. Moritz, 29. Januar 2000 – 30. Januar 2000         | 7. Weltcup in St. Moritz, 29. Januar 2000 – 30. Januar 2000         | 7. Weltcup in St. Moritz, 29. Januar 2000 – 30. Januar 2000  | 7. Weltcup in St. Moritz, 29. Januar 2000 – 30. Januar 2000 |
| ----------------------------------------------------------- | ------------------------------------------------------------------- | ------------------------------------------------------------------- | ------------------------------------------------------------ | ----------------------------------------------------------- |
| Disziplin                                                   | Erster Platz                                                        | Zweiter Platz                                                       | Dritter Platz                                                |                                                             |
| Zweierbob                                                   | Reto Götschi Cédric Grand                                           | Christian Reich Urs Aeberhard                                       | Günther Huber Cristian La Grassa                             |                                                             |
| Viererbob                                                   | SchweizChristian Reich Bruno Aeberhard Urs Aeberhard Domenic Keller | SchweizMarcel Rohner Markus Nüssli Beat Hefti Silvio Schaufelberger | KanadaPierre Lueders Jeff Knisely Matt Hindle Ahmed Marshall |                                                             |

| Weltmeisterschaften in Altenberg, 5. Februar 2000 – 13. Februar 2000 | Weltmeisterschaften in Altenberg, 5. Februar 2000 – 13. Februar 2000 | Weltmeisterschaften in Altenberg, 5. Februar 2000 – 13. Februar 2000   | Weltmeisterschaften in Altenberg, 5. Februar 2000 – 13. Februar 2000 | Weltmeisterschaften in Altenberg, 5. Februar 2000 – 13. Februar 2000 |
| -------------------------------------------------------------------- | -------------------------------------------------------------------- | ---------------------------------------------------------------------- | -------------------------------------------------------------------- | -------------------------------------------------------------------- |
| Disziplin                                                            | Erster Platz                                                         | Zweiter Platz                                                          | Dritter Platz                                                        |                                                                      |
| Zweierbob                                                            | Christoph Langen Markus Zimmermann                                   | André Lange René Hoppe                                                 | Christian Reich Urs Aeberhard                                        |                                                                      |
| Viererbob                                                            | DeutschlandAndré Lange René Hoppe Lars Behrendt Carsten Embach       | DeutschlandChristoph Langen Markus Zimmermann Thomas Platzer Sven Rühr | SchweizChristian Reich Bruno Aeberhard Urs Aeberhard Domenic Keller  |                                                                      |

## Weltcupstände

### Gesamtstand im Zweierbob der Frauen
| Rang | Pilotin             | CAL1 | CAL2 | LIL1 | LIL2 | IGL | Punkte |
| ---- | ------------------- | ---- | ---- | ---- | ---- | --- | ------ |
| 01   | Jean Racine         | 02   | 01   | 01   | 03   | 01  | 149    |
| 02   | Jill Bakken         | 01   | 02   | 02   | 01   | 04  | 145    |
| 03   | Francoise Burdet    | 03   | 03   | 03   | 02   | 02  | 139    |
| 04   | Christine Fraser    | 05   | 04   | 04   | 06   | 07  | 116    |
| 05   | Michelle Coy        | 06   | 06   | 05   | 07   | 11  | 100    |
| 06   | Bonny Warner        | 09   | 08   | 06   | 05   | 13  | 090    |
| 07   | Cheryl Done         | 10   | 11   | 07   | 04   | 10  | 089    |
| 08   | Heike Storch        | 04   | 05   | –    | –    | 06  | 075    |
| 09   | Christina Smith     | 07   | 07   | –    | –    | 03  | 067    |
| 10   | Steffi Möller       | 08   | 10   | –    | –    | 05  | 057    |
| 11.  | Joanne Steinhilber  | 13   | 12   | 10   | 11   | 18  | 053    |
| 12.  | Eline Jurg          | –    | –    | 08   | 08   | 14  | 048    |
| 13.  | Sarah Monk          | 11   | 09   | –    | –    | 15  | 044    |
| 14.  | Ilse Broeders       | –    | –    | 09   | DSQ  | 12  | 033    |
| 15.  | Inger Anne Lothe    | –    | –    | 11   | 09   | –   | 026    |
| 16.  | Claudia Bühlmann    | –    | –    | –    | –    | 08  | 022    |
| 17.  | Gabriele Kohlisch   | –    | –    | –    | –    | 09  | 021    |
| 18   | Audrey Garland      | –    | –    | 13   | 10   | 23  | 021    |
| 19   | Ildiko Strehli      | 12   | 13   | –    | –    | –   | 019    |
| 20.  | Monica Forum        | –    | –    | 12   | 12   | –   | 018    |
| 21.  | Nami Ito            | –    | –    | –    | –    | 16  | 013    |
| 22.  | Silke Zeuner        | –    | –    | –    | –    | 17  | 012    |
| 23.  | Porscha Morgan      | –    | –    | 14   | 13   | –   | 010    |
| 24.  | Jekaterina Mironowa | –    | –    | –    | –    | 19  | 09     |
| 25.  | Maomi Haguri        | –    | –    | –    | –    | 20  | 08     |
| 26.  | Miho Sawai          | 14   | –    | –    | –    | –   | 06     |
| 27.  | Yukie Shishido      | –    | 13   | –    | –    | –   | 06     |
| 28   | Noemi Scolari       | –    | –    | –    | –    | 21  | 06     |
| 29   | Melanie Gründhammer | –    | –    | –    | –    | 22  | 04     |

### Gesamtstand im Zweierbob der Männer
| Rang | Pilot               | Land                   | Team         | LIL | WIB | IGL | KÖN | COR | LAP | SMT | Punkte |
| ---- | ------------------- | ---------------------- | ------------ | --- | --- | --- | --- | --- | --- | --- | ------ |
| 01   | Christian Reich     | Schweiz                | SUI I        | 1   | 2   | 5   | 1   | 11  | 1   | 2   | 224    |
| 02   | Reto Götschi        | Schweiz                | SUI III      | 7   | 1   | 4   | 2   | 14  | 3   | 1   | 209    |
| 03   | Marcel Rohner       | Schweiz                | SUI I        | 5   | 3   | 3   | 8   | 5   | 2   | 5   | 205    |
| 04   | Pierre Lueders      | Kanada                 | CAN I        | 3   | 3   | 1   | 9   | 4   | 8   | 7   | 199    |
| 05   | Fabrizio Tosini     | Italien                | ITA II       | 11  | 6   | 11  | 12  | 8   | 5   | 13  | 154    |
| 06   | Sandis Prūsis       | Lettland               | LAT I        | 12  | 9   | 7   | 16  | 10  | 6   | 8   | 150    |
| 07   | Andre Lange         | Deutschland            | GER II/I     | 4   | 6   | −   | 5   | 1   | −   | 6   | 146    |
| 08   | Bruno Mingeon       | Frankreich             | FRA I        | 8   | 10  | 14  | 13  | 6   | 11  | 15  | 141    |
| 09   | Günther Huber       | Italien                | ITA I        | −   | −   | 8   | 7   | 2   | 10  | 3   | 134    |
| 10   | Pavel Puskar        | Tschechien             | CZE I        | 14  | 12  | 11  | 11  | 13  | 7   | 18  | 131    |
| 11   | Christoph Langen    | Deutschland            | GER I        | 2   | DSQ | 2   | 4   | 3   | −   | −   | 130    |
| 12   | Rene Spies          | Deutschland            | GER III/I/II | 9   | 5   | −   | −   | 7   | 9   | 4   | 126    |
| 13   | Brian Shimer        | Vereinigte Staaten     | USA I        | 6   | 8   | 6   | 6   | 9   | DNS | 29  | 125    |
| 14   | Todd Hays           | Vereinigte Staaten     | USA II       | 15  | 11  | 13  | 14  | 17  | 16  | 11  | 120    |
| 15   | Jewgeni Popow       | Russland               | RUS I        | −   | 20  | 17  | 10  | 12  | 14  | 9   | 104    |
| 16   | Tom Samuel          | Kanada                 | CAN II       | 23  | 16  | 16  | 18  | 18  | 15  | 14  | 97     |
| 17   | Mike Dionne         | Vereinigte Staaten     | USA III      | 20  | 14  | DSQ | 15  | 16  | 13  | 12  | 96     |
| 17   | Sean Olsson         | Vereinigtes Königreich | GBR I        | 13  | 15  | 21  | 20  | 15  | 17  | 20  | 96     |
| 19   | Arnfinn Kristiansen | Norwegen               | NOR I        | 10  | 19  | 15  | 21  | 27  | 18  | 28  | 79     |
| 20   | Wolfgang Stampfer   | Österreich             | AUT I        | 17  | 18  | 19  | 17  | 20  | 19  | DNS | 76     |
| 21   | Matthias Benesch    | Deutschland            | GER II       | −   | −   | 9   | 3   | −   | 12  | −   | 73     |
| 22   | Bruno Thomas        | Frankreich             | FRA II       | 19  | 25  | 20  | 29  | 22  | 20  | 25  | 57     |
| 23   | Arend Glas          | Niederlande            | NED I        | 18  | 17  | 23  | 27  | 22  | 24  | 30  | 56     |
| 24   | Matthias Höpfner    | Deutschland            | GER III      | −   | −   | −   | −   | −   | 4   | 10  | 51     |
| 25   | Ivo Danilevic       | Tschechien             | CZE II       | 22  | 28  | 27  | 24  | 29  | 21  | 17  | 49     |
| 26   | Silvio Calcagno     | Italien                | ITA II       | 16  | 13  | 22  | −   | −   | −   | −   | 42     |
| 27   | Norbert Foltin      | Polen                  | POL I        | 26  | 23  | 24  | 26  | 25  | 22  | −   | 40     |
| 28   | Arnold Huber        | Italien                | ITA I        | –   | –   | –   | 19  | 21  | –   | 16  | 37     |
| 29   | Gatis Guts          | Lettland               | LAT II       | 29  | 22  | 30  | 28  | 24  | 27  | 23  | 34     |
| 30   | Pat O’Donoghue      | Kanada                 | CAN III      | 27  | 26  | 18  | 23  | −   | −   | −   | 30     |
| 30   | Alexander Subkow    | Russland               | RUS II       | −   | 30  | 26  | 30  | 26  | 23  | 21  | 30     |
| 32   | Lee Johnston        | Vereinigtes Königreich | GBR II       | 25  | 27  | 25  | DNS | −   | −   | 19  | 28     |
| 33   | Rob Geurts          | Niederlande            | NED II       | 24  | 20  | 28  | –   | −   | −   | 24  | 27     |
| 34   | Hiroshi Suzuki      | Japan                  | JPN II       | 28  | 24  | 29  | 31  | –   | 25  | 26  | 23     |
| 35   | Tino Bonk           | Deutschland            | GER III      | −   | −   | 10  | –   | –   | −   | −   | 21     |
| 36   | Patrice Servelle    | Monaco                 | MON II       | –   | –   | –   | –   | 19  | –   | –   | 12     |
| 37   | Naomi Tagewaki      | Japan                  | JPN I        | 21  | 29  | DNS | –   | −   | −   | –   | 12     |
| 38   | Piotr Orsłowski     | Polen                  | POL II       | 30  | 33  | 32  | 25  | 32  | 28  | 34  | 10     |
| 39   | Hiroaki Ohishi      | Japan                  | JPN II       | –   | –   | –   | –   | –   | 31  | 22  | 9      |
| 39   | Markus Schönpflug   | Österreich             | AUT II       | –   | –   | –   | 22  | –   | –   | –   | 9      |
| 41   | Neil Scarisbrick    | Vereinigtes Königreich | GBR II       | –   | –   | –   | –   | 28  | 26  | –   | 8      |
| 42   | Christian Pröller   | Österreich             | AUT II       | 31  | 31  | 31  | –   | –   | –   | 27  | 4      |
| 43   | Florian Enache      | Rumänien               | ROM I        | –   | 32  | 33  | 32  | 30  | 29  | 31  | 3      |
| 44   | Mihail Iliescu      | Rumänien               | ROM II       | –   | 34  | 34  | 33  | 33  | 30  | 33  | 1      |
| 45   | Johan Niemeijer     | Niederlande            | NED III      | –   | –   | –   | –   | 31  | –   | –   | 0      |
| 45   | Milan Jagnesak      | Slowakei               | SVK I        | –   | –   | –   | –   | –   | –   | 32  | 0      |
| 45   | Roberto Tames       | Mexiko                 | MEX I        | –   | 35  | 35  | 34  | –   | –   | –   | 0      |

### Gesamtstand im Viererbob der Männer
| Rang | Pilot               | Land                   | Team         | LIL | WIB | IGL | KÖN | COR | LAP | SMT | Punkte |
| ---- | ------------------- | ---------------------- | ------------ | --- | --- | --- | --- | --- | --- | --- | ------ |
| 01   | Marcel Rohner       | Schweiz                | SUI I        | 6   | 2   | 1   | 1   | 4   | 5   | 2   | 224    |
| 02   | Sandis Prūsis       | Lettland               | LAT I        | 5   | 15  | 4   | 9   | 2   | 3   | 4   | 192    |
| 03   | Pierre Lueders      | Kanada                 | CAN I        | 3   | 3   | 9   | 10  | 10  | 10  | 3   | 181    |
| 04   | Christian Reich     | Schweiz                | SUI III/II   | 12  | 8   | 8   | 4   | 13  | 6   | 1   | 175    |
| 05   | Christoph Langen    | Deutschland            | GER I        | 2   | 1   | 3   | 2   | 3   | −   | −   | 168    |
| 06   | Bruno Mingeon       | Frankreich             | FRA I        | 8   | 13  | 11  | 16  | 1   | 1   | 13  | 166    |
| 07   | Wolfgang Stampfer   | Österreich             | AUT I        | 9   | 6   | 9   | 5   | 14  | 14  | 12  | 151    |
| 08   | Andre Lange         | Deutschland            | GER III/II/I | 4   | 6   | 12  | 13  | 5   | −   | 5   | 149    |
| 09   | Fabrizio Tosini     | Italien                | ITA II       | 11  | 11  | 18  | 12  | 9   | 13  | 7   | 136    |
| 10   | Harald Czudaj       | Deutschland            | GER II/III   | 1   | 4   | 7   | −   | 8   | −   | 9   | 135    |
| 11   | Todd Hays           | Vereinigte Staaten     | USA II       | 14  | 17  | 16  | 7   | 16  | 8   | 10  | 129    |
| 12   | Brian Shimer        | Vereinigte Staaten     | USA I/III    | 15  | 5   | 2   | 8   | 7   | −   | 26  | 128    |
| 13   | Sean Olsson         | Vereinigtes Königreich | GBR I        | 7   | 14  | 20  | 11  | 20  | 7   | 14  | 125    |
| 13   | Jewgeni Popow       | Russland               | RUS I        | −   | 22  | 5   | 14  | 12  | 18  | 11  | 106    |
| 15   | Norbert Foltin      | Polen                  | POL I        | 21  | 20  | 6   | 15  | 15  | 19  | 18  | 102    |
| 16   | Ralph Rüegg         | Schweiz                | SUI II/III   | 9   | 9   | 15  | 6   | −   | −   | −   | 86     |
| 16   | Mike Dionne         | Vereinigte Staaten     | USA III/I/II | 13  | 18  | DSQ | 17  | 24  | 12  | 16  | 86     |
| 18   | Martin Annen        | Schweiz                | SUI III      | −   | −   | −   | −   | 11  | 2   | 8   | 77     |
| 18   | Günther Huber       | Italien                | ITA I        | −   | −   | 13  | 18  | 6   | 11  | −   | 77     |
| 20   | Pavel Puskar        | Tschechien             | CZE I        | 23  | 24  | 19  | 19  | 17  | 22  | 15  | 76     |
| 21   | Arend Glas          | Niederlande            | NED I        | 18  | 10  | 22  | 22  | 21  | 24  | 25  | 72     |
| 22   | Gatis Guts          | Lettland               | LAT II       | 20  | 12  | 23  | 20  | 25  | 23  | 24  | 67     |
| 23   | Matthias Benesch    | Deutschland            | GER III      | −   | −   | −   | 3   | −   | 4   | −   | 62     |
| 23   | Bruno Thomas        | Frankreich             | FRA II       | 19  | 19  | 23  | 27  | 26  | 15  | 21  | 62     |
| 25   | Arnfinn Kristiansen | Norwegen               | NOR I        | 17  | 16  | 17  | −   | −   | −   | 19  | 55     |
| 26   | Rene Spies          | Deutschland            | GER III      | −   | −   | −   | −   | −   | 9   | 5   | 50     |
| 27   | Lee Johnston        | Vereinigtes Königreich | GBR II       | 16  | 23  | 26  | 27  | –   | –   | 17  | 44     |
| 28   | Arnold Huber        | Italien                | ITA I        | –   | –   | –   | 21  | 18  | –   | 23  | 31     |
| 28   | Tom Samuel          | Kanada                 | CAN II       | –   | 24  | 21  | –   | –   | 17  | −   | 30     |
| 30   | Alexander Subkow    | Russland               | RUS II       | −   | 27  | 25  | 24  | 19  | −   | −   | 29     |
| 31   | Pat O’Donoghue      | Kanada                 | CAN II       | DSQ | –   | 14  | 23  | −   | −   | −   | 25     |
| 32   | Christian Pröller   | Österreich             | AUT II       | 24  | 26  | 28  | –   | −   | DNS | 20  | 24     |
| 33   | Ivo Danilevic       | Tschechien             | CZE II       | 26  | 28  | 29  | 25  | 23  | 25  | 28  | 23     |
| 34   | Silvio Calcagno     | Italien                | ITA II       | 22  | 21  | 27  | –   | –   | –   | –   | 22     |
| 35   | Hiroshi Suzuki      | Japan                  | JPN I        | −   | 29  | –   | –   | –   | 20  | 22  | 21     |
| 36   | Matthias Höpfner    | Deutschland            | GER III      | –   | –   | –   | –   | –   | 16  | –   | 15     |
| 37   | Neil Scarisbrick    | Vereinigtes Königreich | GBR II       | –   | –   | –   | –   | 27  | 21  | –   | 11     |
| 37   | Patrice Servelle    | Monaco                 | MON II       |     | –   | −   | −   | 22  | –   | –   | 9      |
| 39   | Florian Enache      | Rumänien               | ROM I        | –   | 30  | 30  | DSQ | 28  | 26  | 27  | 6      |
| 40   | Naomi Tagewaki      | Japan                  | JPN I        | 24  | –   | –   | –   | –   | –   | –   | 5      |
| 41   | Markus Schönpflug   | Österreich             | AUT II       | –   | –   | –   | 26  | –   | –   | –   | 3      |

### Gesamtstand in der Kombination der Männer
Für die Wertung der Kombination werden die Punkte aus den Ergebnissen des Zweier- und Viererbobs addiert.
| Offizielle Gesamtwertung | Offizielle Gesamtwertung | Offizielle Gesamtwertung | Offizielle Gesamtwertung | Offizielle Gesamtwertung | Gesamtwertung bei Teilnahme in beiden Wettbewerben | Gesamtwertung bei Teilnahme in beiden Wettbewerben | Gesamtwertung bei Teilnahme in beiden Wettbewerben | Gesamtwertung bei Teilnahme in beiden Wettbewerben | Gesamtwertung bei Teilnahme in beiden Wettbewerben |
| Rang                     | Pilot                    | 2er                      | 4er                      | Gesamtpunkte             | Rang                                               | Pilot                                              | 2er                                                | 4er                                                | Gesamtpunkte                                       |
| ------------------------ | ------------------------ | ------------------------ | ------------------------ | ------------------------ | -------------------------------------------------- | -------------------------------------------------- | -------------------------------------------------- | -------------------------------------------------- | -------------------------------------------------- |
| 01                       | Marcel Rohner            | 205                      | 224                      | 429                      | 01                                                 | Marcel Rohner                                      | 205                                                | 224                                                | 429                                                |
| 02                       | Christian Reich          | 224                      | 175                      | 399                      | 02                                                 | Christian Reich                                    | 224                                                | 175                                                | 399                                                |
| 03                       | Pierre Lueders           | 199                      | 181                      | 380                      | 03                                                 | Pierre Lueders                                     | 199                                                | 181                                                | 380                                                |
| 04                       | Sandis Prusis            | 150                      | 192                      | 342                      | 04                                                 | Sandis Prusis                                      | 150                                                | 192                                                | 342                                                |
| 05                       | Bruno Mingeon            | 141                      | 166                      | 307                      | 05                                                 | Bruno Mingeon                                      | 141                                                | 166                                                | 307                                                |
| 06                       | Christoph Langen         | 130                      | 168                      | 298                      | 06                                                 | Christoph Langen                                   | 130                                                | 168                                                | 298                                                |
| 07                       | Andre Lange              | 146                      | 149                      | 295                      | 07                                                 | Andre Lange                                        | 146                                                | 149                                                | 295                                                |
| 08                       | Fabrizio Tosini          | 154                      | 136                      | 290                      | 08                                                 | Fabrizio Tosini                                    | 154                                                | 136                                                | 290                                                |
| 09                       | Brian Shimer             | 125                      | 128                      | 253                      | 09                                                 | Brian Shimer                                       | 125                                                | 128                                                | 253                                                |
| 10                       | Todd Hays                | 120                      | 129                      | 249                      | 10                                                 | Todd Hays                                          | 120                                                | 129                                                | 249                                                |
| 11                       | Wolfgang Stampfer        | 76                       | 151                      | 227                      | 11                                                 | Wolfgang Stampfer                                  | 76                                                 | 151                                                | 227                                                |
| 12                       | Sean Olsson              | 96                       | 125                      | 221                      | 12                                                 | Sean Olsson                                        | 96                                                 | 125                                                | 221                                                |
| 13                       | Günther Huber            | 134                      | 77                       | 211                      | 13                                                 | Günther Huber                                      | 134                                                | 77                                                 | 211                                                |
| 14                       | Jewgeni Popow            | 104                      | 106                      | 210                      | 14                                                 | Jewgeni Popow                                      | 104                                                | 106                                                | 210                                                |
| 15                       | Reto Götschi             | 209                      | −                        | 209                      | 15                                                 | Pavel Puskar                                       | 131                                                | 76                                                 | 207                                                |
| 16                       | Pavel Puskar             | 131                      | 76                       | 207                      | 16                                                 | Mike Dionne                                        | 96                                                 | 86                                                 | 182                                                |
| 17                       | Mike Dionne              | 96                       | 86                       | 182                      | 17                                                 | Rene Spies                                         | 126                                                | 50                                                 | 172                                                |
| 18                       | Rene Spies               | 126                      | 50                       | 172                      | 18                                                 | Norbert Foltin                                     | 40                                                 | 102                                                | 142                                                |
| 19                       | Norbert Foltin           | 40                       | 102                      | 142                      | 19                                                 | Matthias Benesch                                   | 73                                                 | 62                                                 | 135                                                |
| 20                       | Harald Czudaj            | −                        | 135                      | 135                      | 20                                                 | Arnfinn Kristiansen                                | 79                                                 | 55                                                 | 134                                                |
| 21                       | Matthias Benesch         | 73                       | 62                       | 135                      | 21                                                 | Arend Glas                                         | 56                                                 | 72                                                 | 128                                                |
| 22                       | Arnfinn Kristiansen      | 79                       | 55                       | 134                      | 22                                                 | Tom Samuel                                         | 97                                                 | 30                                                 | 127                                                |
| 23                       | Arend Glas               | 56                       | 72                       | 128                      | 23                                                 | Bruno Thomas                                       | 57                                                 | 62                                                 | 119                                                |
| 24                       | Tom Samuel               | 97                       | 30                       | 127                      | 24                                                 | Gatis Guts                                         | 34                                                 | 67                                                 | 101                                                |
| 25                       | Bruno Thomas             | 57                       | 62                       | 119                      | 25                                                 | Lee Johnston                                       | 28                                                 | 44                                                 | 72                                                 |
| 26                       | Gatis Guts               | 34                       | 67                       | 101                      | 26                                                 | Ivo Danilevic                                      | 49                                                 | 23                                                 | 72                                                 |
| 27                       | Ralph Rüegg              | −                        | 86                       | 86                       | 27                                                 | Arnold Huber                                       | 37                                                 | 31                                                 | 68                                                 |
| 28                       | Martin Annen             | −                        | 77                       | 77                       | 28                                                 | Matthias Höpfner                                   | 51                                                 | 15                                                 | 66                                                 |
| 29                       | Lee Johnston             | 28                       | 44                       | 72                       | 29                                                 | Silvio Calcagno                                    | 42                                                 | 22                                                 | 64                                                 |
| 30                       | Ivo Danilevic            | 49                       | 23                       | 72                       | 30                                                 | Alexander Subkow                                   | 30                                                 | 29                                                 | 59                                                 |
| 31                       | Arnold Huber             | 37                       | 31                       | 68                       | 31                                                 | Pat O’Donaghue                                     | 30                                                 | 25                                                 | 55                                                 |
| 32                       | Matthias Höpfner         | 51                       | 15                       | 66                       | 32                                                 | Hiroshi Suzuki                                     | 23                                                 | 21                                                 | 44                                                 |
| 33                       | Silvio Calcagno          | 42                       | 22                       | 64                       | 33                                                 | Christian Pröller                                  | 4                                                  | 24                                                 | 28                                                 |
| 34                       | Alexander Subkow         | 30                       | 29                       | 59                       | 34                                                 | Patrice Servelle                                   | 12                                                 | 9                                                  | 21                                                 |
| 35                       | Pat O’Donaghue           | 30                       | 25                       | 55                       | 35                                                 | Neil Scarisbrick                                   | 8                                                  | 11                                                 | 19                                                 |
| 36                       | Hiroshi Suzuki           | 23                       | 21                       | 44                       | 36                                                 | Naomi Tagewaki                                     | 12                                                 | 5                                                  | 17                                                 |
| 37                       | Christian Pröller        | 4                        | 24                       | 28                       | 37                                                 | Markus Schönpflug                                  | 9                                                  | 3                                                  | 12                                                 |
| 38                       | Rob Geurts               | 27                       | –                        | 27                       | 38                                                 | Florian Enache                                     | 3                                                  | 6                                                  | 9                                                  |
| 39                       | Tino Bonk                | 21                       | –                        | 21                       |                                                    |                                                    |                                                    |                                                    |                                                    |
| 40                       | Patrice Servelle         | 12                       | 9                        | 21                       |                                                    |                                                    |                                                    |                                                    |                                                    |
| 41                       | Neil Scarisbrick         | 8                        | 11                       | 19                       |                                                    |                                                    |                                                    |                                                    |                                                    |
| 42                       | Naomi Tagewaki           | 12                       | 5                        | 17                       |                                                    |                                                    |                                                    |                                                    |                                                    |
| 43                       | Markus Schönpflug        | 9                        | 3                        | 12                       |                                                    |                                                    |                                                    |                                                    |                                                    |
| 44                       | Piotr Orsłowski          | 10                       | −                        | 10                       |                                                    |                                                    |                                                    |                                                    |                                                    |
| 45                       | Hiroaki Ohishi           | 9                        | −                        | 9                        |                                                    |                                                    |                                                    |                                                    |                                                    |
| 46                       | Florian Enache           | 3                        | 6                        | 9                        |                                                    |                                                    |                                                    |                                                    |                                                    |
| 47                       | Mihail Iliescu           | 1                        | −                        | 1                        |                                                    |                                                    |                                                    |                                                    |                                                    |
| 48                       | Johann Niemeijer         | −                        | −                        | 0                        |                                                    |                                                    |                                                    |                                                    |                                                    |
| 48                       | Milan Jagnesak           | −                        | −                        | 0                        |                                                    |                                                    |                                                    |                                                    |                                                    |
| 48                       | Roberto Tames            | −                        | −                        | 0                        |                                                    |                                                    |                                                    |                                                    |                                                    |